# Lola Anglada
Pour les articles homonymes, voir Anglada.
Lola Anglada i Sarriera, né le 29 octobre 1892 à Barcelone et morte le 12 septembre 1984 à Tiana (Maresme), est une romancière et illustratrice catalane.

## Biographie
Elle fait sa première exposition à la Sala Parés de Barcelone.
En 1981, elle reçoit la Creu de Sant Jordi, distinction décernée par la Generalitat de Catalogne.

## Œuvres
- 1920 : Contes del Paradís
- 1928 : En Peret,  ilustrado por ella misma.
- 1929 : Margarida
- 1929 : Monsenyor Llangardaix
- 1932 : Nouveaux Contes de fées, par la Comtesse de Ségur (Hachette)
- 1936 : L'Oiseau bleu, de Madame d'Aulnoy (Hachette)
- 1937 : El més petit de tots
- 1949 : La Barcelona dels nostres avis
- 1958 : La meva casa i el meu jardí
- 1960 : Martinet